# Eugène Bellier de La Chavignerie
Pour les articles homonymes, voir Famille Bellier de La Chavignerie et Bellier.
Eugène Bellier de La Chavignerie, né le 28 janvier 1819 à Chartres et mort le 25 septembre 1888 à Évreux, est un entomologiste français, spécialiste des lépidoptères et des coléoptères.

## Biographie
Né à Chartres en 1819, Eugène est le fils de François Jean-Baptiste de La Chavignerie et de Francine Marchand. Élève au collège Louis-le-Grand à Paris, il est initié à l'entomologie par son grand-père maternel, Jean-Jacques Marchand (1770-1852), qui possédait une étonnante collection de lépidoptères tout en ayant été un des membres fondateurs de la Société entomologique de France en 1832 et un correspondant de la Société linnéenne de Paris.
Travaillant au ministère de la Justice de 1844 à 1859. Il se consacre principalement aux lépidoptère et aux coléoptères auxquels il consacre plusieurs publications, notamment sur des faunes locales comme celles d’Auvergne (1850), des Alpes (de 1854 à 1858), notamment après un voyage en juillet 1855 avec Antoine Guillemot, des Pyrénées-Orientales (1858), de Sicile (1860), de Corse (1861), etc.
Après sa mort, l'entomologiste Charles Oberthür (1845-1924) acquiert sa collection de lépidoptères, tandis que son frère René Oberthür (1852-1944) achète celle de coléoptères.

## Quelques publications
- Bellier de la Chavignerie (E.), 1849. – Observations sur les Lépidoptères de l’Auvergne, in Annales de la Société entomologique de France, 2e série, 8 : 73-81.
- Bellier de la Chavignerie (E.), 1850. – Observations sur les Lépidoptères de l’Auvergne, in Annales scientifiques, littéraires et industrielles de l’Auvergne, 23 : 283-293.
- Bellier de la Chavignerie (E.), 1851. – Observations sur les Lépidoptères de la Lozère, in Annales de la Société entomologique de France, 2e série, 1 : 681-695.
- Bellier de la Chavignerie (E.), 1856. – Observation sur les lépidoptères des Basses-Alpes, in Annales de la Société entomologique de France, 3e série, 4 : 4-26.